# Estilo sem substância
Estilo sem substância ou forma sem conteúdo é uma falácia que consiste em dar validade a um argumento com base no estilo do argumentador, na forma em vez de no conteúdo. Ou seja, valorizam-se elementos estéticos, como o tom da voz, a imponência e beleza do argumentador, as palavras que escolhe etc.

## Exemplos
- Trudeau sabe dirigir as massas. Ele deve ter razão.
- Eis um excelente pregador. Seus sermões são lindos.
- Vamos adquirir o equipamento "AB" porque o Laboratório Nacional usa, deve ser importante.
- Com a arma em punho, o assaltante diz ao pedestre: "Caro senhor, desculpe o incômodo, mas tenho que lhe cobrar parte de teus lucros em detrimento à minha sobrevivência. Queira me passar sua carteira, por gentileza, que ainda lhe pouparei o relógio."